# Fermín Vázquez Huarte-Mendicoa
Fermín Vázquez Huarte-Mendicoa (n. Madrid, 12 de octubre de 1961) es un arquitecto y urbanista español licenciado por la Escuela Técnica Superior de Arquitectura de Madrid (ETSAM). 

## Biografía
En 1997, Fermín Vázquez funda el estudio b720 Fermín Vázquez Arquitectos, del que es director desde entonces. Compaginaba la práctica profesional con la docencia y ha ejercido como profesor de proyectos en la Escuela Técnica Superior de Arquitectura de Barcelona y en la École d'Architecture et de Paysage de Bordeaux. En la actualidad, imparte clases en la Universidad Europea de Madrid. Además, realiza conferencias y talleres en instituciones y universidades por todo el mundo, al mismo tiempo que colabora de forma puntual en publicaciones especializadas.
Destacan proyectos junto a David Chipperfield (Ciudad de la Justicia de Barcelona y L'Hospitalet de Llobregat o el Edificio Veles e Vents de Valencia), con Toyo Ito Torres Porta Fira (Hotel Porta Fira y Torre Realia BCN del nuevo recinto ferial de Barcelona) o los realizados junto a Jean Nouvel (Torre Agbar, ampliación del Museo Nacional Centro de Arte Reina Sofía en Madrid y el Parque del Centro del Poblenou de Barcelona).

## Actualidad
En marzo de 2021 el estudio de Fermín Vázquez es escogido en el concurso arquitectónico para diseñar la futura estación de Barcelona-La Sagrera

## Obras representativas

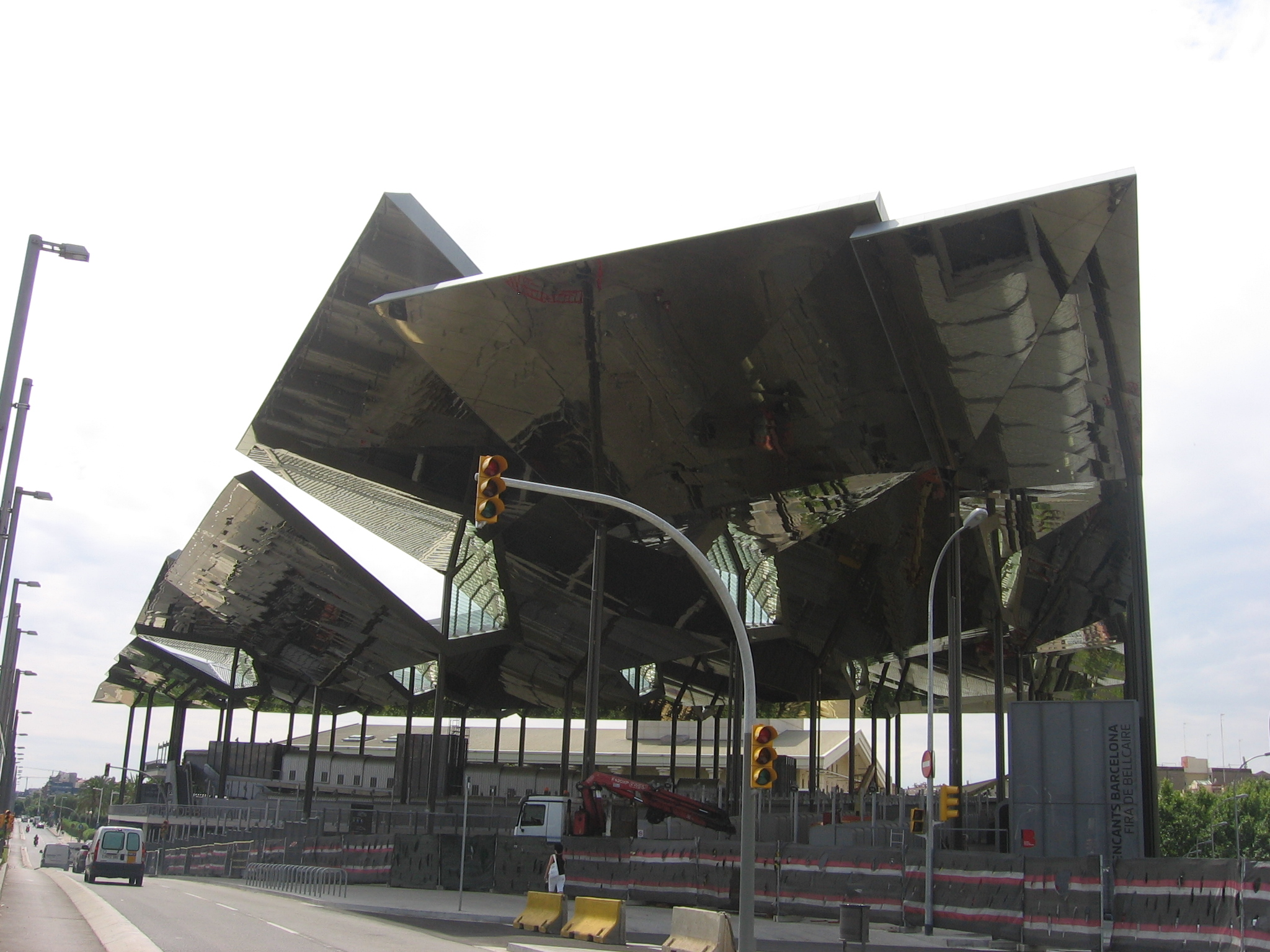
Encantes Nuevos (Feria de Bellcaire).

- Encantes Nuevos de Barcelona (Feria de Bellcaire), 2013.[4]
- Residencial. Viviendas Proyecto SEPES, Mieres (Asturias), 2011
- Infraestructura. Aeropuerto de Lérida, (Lérida), 2010
- Recreativo. Gran Casino Costa Brava, (Lloret de Mar), 2010
- Hotelero + Oficinas. Torres Porta Fira (Hotel Porta Fira y Torre Realia BCN) (Hospitalet de Llobregat). En colaboración con Toyo Ito, 2010
- Judicial. Ciudad de la Justicia de Barcelona y L'Hospitalet de Llobregat. En colaboración con David Chipperfield Architects, 2009[5]
- Espacio Público. Plaza del Torico (Teruel), 2007[6]
- Espacio Público. Parque del Centro del Poblenou (Barcelona). En colaboración con Jean Nouvel, 2007
- Corporativo. Edificio Foredeck. Edificio Veles e Vents (Valencia). En colaboración con David Chipperfield Architects, 2007
- Viviendas Diagonal-Bilbao (Barcelona), 2007
- Corporativo. Oficinas Indra Sistemas (Distrito 22@ de Barcelona), 2006
- Hotelero. La Mola Hotel and Conference Centre (Tarrasa), 2006
- Corporativo. Torre Glòries (Barcelona). En colaboración con Jean Nouvel, 2005
- Cultural. Ampliación del Museo Nacional Centro de Arte Reina Sofía (Madrid). En colaboración con Jean Nouvel, 2005
- Espacio Público. Remodelación del Paseo del Óvalo, la Escalinata y su entorno (Teruel). En colaboración con David Chipperfield Architects, 2003
- Oficinas. Mestre Nicolau 19 (Barcelona), 2002
- Residencial. Viviendas Rambla Cataluña (Barcelona), 2001

## Premios[7]
A lo largo de su carrera profesional, Fermín Vázquez y la obra de b720 Arquitectos han recibido numerosos galardones.
- 2010 - Premio RIBA Award 2010 por la Ciudad de la Justicia de Barcelona y L'Hospitalet de Llobregat.
- 2010 - World Architecture Festival Award 2010 en la categoría Community Building para la Ciudad de la Justicia de Barcelona y L'Hospitalet de Llobregat.
- 2010 - Premio ASPRIMA-SIMA 2010 en la categoría de "Mejor actuación urbanística" a la Plaza del Torico de Teruel.
- 2010 - Premio ASPRIMA-SIMA 2010 en la categoría de "Mejor actuación inmobiliaria no residencial" a las oficinas Torre Realia de Plaza Europa, Hospitalet de Llobregat.
- 2010 - Premios de Arquitectura NAN para el Aeropuerto de Lérida, categoría "Mejor proyecto no residencial"
- 2010 - Premio Hostelco a La Mola Hotel and Conference Centre como mejor hotel de convenciones.
- 2009 - International Award Architecture in Stone para la Plaza del Torico en Teruel.
- 2009 - Obra Sant Josep para la La Mola Hotel and Conference Centre.
- 2008 - Finalistas premio FAD por los proyectos Veles e Vents y la plaza del Torico.
- 2007 - European Riba Award para el edificio Veles e Vents de la Copa América de Valencia.
- 2007 - Finalista del Premio de Arquitectura Contemporánea Mies van der Rohe y de la IX Bienal Española de Arquitectura y Urbanismo con el Edificio Veles e Vents.
- 2006 - Premio Leaf International por el Edificio Veles e Vents.
- 2005 - Premio Future Projects Awards por la Torre Glòries (antes Torre Agbar).
- 2004 - Premio Best of Europe – Colour por la Torre Glòries (antes Torre Agbar).
- 2006 - Premio Quatrium al edificio más innovador por la Torre Glòries.
- 2004 - Premio Ciudades Patrimonio de la Humanidad para el Paseo del Óvalo (Teruel).
- 2004 - Premio Europeo del Espacio Público Urbano para el Paseo del Óvalo (Teruel).